# Rocher 1 de Bedolina
Le Rocher 1 de Bedolina, aussi appelé Carte de Bedolina, est une dalle gravée d'un ensemble de pétroglyphes préhistoriques, située à Capo di Ponte, dans la vallée de Camonica, dans la province de Brescia, en Lombardie (Italie). Il fait partie du Parc de Seradina-Bedolina et représente un site majeur de l'art rupestre du Valcamonica. Il s'agit d'une surface plane de grès du Permien de 9 m de long pour 4 m de large, située à 530 m d'altitude, en surplomb de la vallée.

## Description

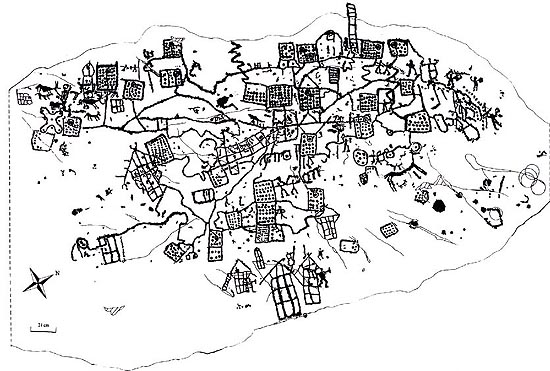
Représentation archéo-iconographique de la Carte de Bedolina (1996)

Le rocher semble représenter des champs, des chemins de montagne, des cours d'eau et des villages. Au total, la dalle compte 109 figures, dont certaines semblaient avoir été gravées à la fin de l'Âge du bronze (2200 - 750 av. J.-C.) selon Miguel Beltrán Llorís, le premier scientifique à les avoir étudiées.

## Datation
Miguel Beltrán Llorís distinguait en 1972 quatre étapes distinctes dans sa réalisation. Il datait les phases A et B vers 1400 av. J.-C., les phases C et D entre 1000 et 500 av. J.-C. :
- Phase « A » : figures humaines et animales, deux figures en damier.
- Phase « B » : tracé de la totalité du plan topographique.
- Phase « C » : ajout de figures humaines (guerriers armés) ou animales, ainsi que des maisons et une « rose camunienne ».
- Phase « D » : ajout de cinq personnages aux traits stylistiques particuliers.

Des recherches menées en 1997 par Cristina Turconi, de l'université de Milan, situent cependant la majeure partie de sa réalisation au cours de l'Âge du fer, entre les VIe et IVe siècles av. J.-C.,.

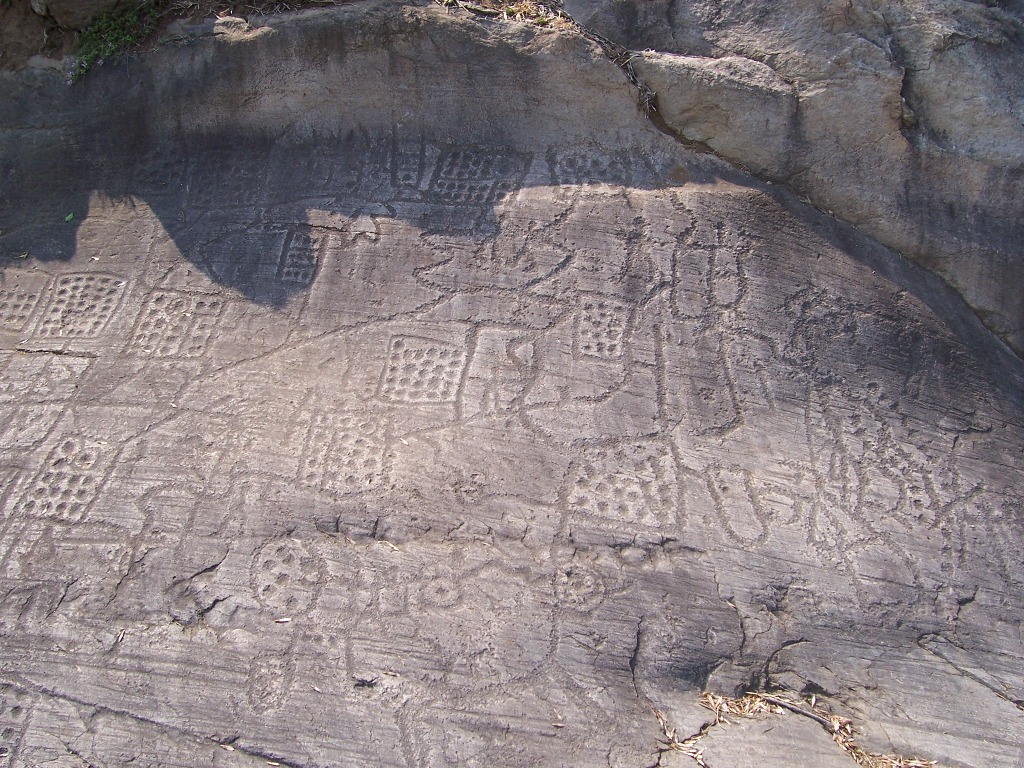
Carte de Bedolina, rocher 1. Photo Luca Giarelli

## Interprétation
Ce rocher est reconnu comme l'une des plus anciennes cartes topographiques connues.
Selon Christian Jacob, cette carte « indique peut-être, dans son symbolisme complexe, la répartition du travail, la planification et la spécialisation des cultures, le système d'irrigation des terres et les lois qui y président, les limites des propriétés foncières attribuées à des familles ou à des groupes de familles ».